# Палаццо Массимо
Палаццо Массимо, Палаццо Массимо-алле-Терме (итал. Palazzo Massimo alle Terme) — «Палаццо Массимо возле Терм». Дворец расположен в центре Рима, возле Терм Диоклетиана, в непосредственной близости к вокзалу Термини на Пьяцца-деи-Чинквеченто. В Риме есть другой дворец семьи Массимо, по улице Витторио Эмануэле II, называемый Палаццо Массимо-алле-Колонне. Палаццо Массимо у Терм знаменит тем, что в этом здании размещается центральная часть коллекции Национального музея Рима, одного из лучших собраний античного искусства в мире.

## История здания

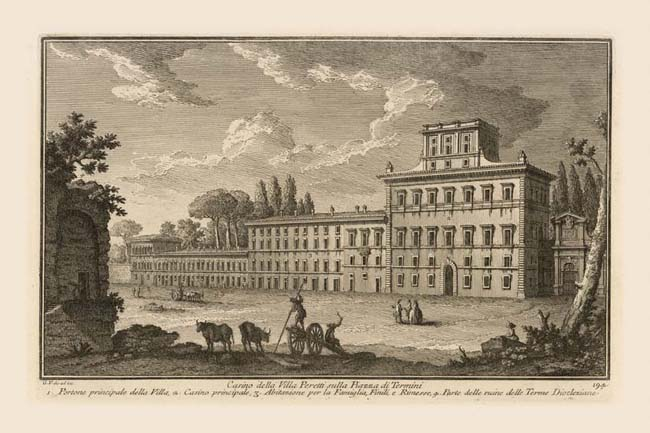
Казино виллы Перетти на Пьяцца Термини. Гравюра Джузеппе Вази. 1761

Ранее на этом месте, на Виминальском холме, располагалась принадлежавшая древнему аристократическому роду Массимо Вилла Перетти Монтальто («Вилла Перетти на высокой горе»; в наше время холм почти незаметен). Вилла принадлежала кардиналу Феличе Перетти, будущему Папе Сиксту V, и поэтому была позже названа «Систино». Здание Палаццо Перетти было окружено садами, водоёмами и фонтанами. Внутри находилась небольшая, но ценная коллекция античной скульптуры. Дворец перестраивал в 1586—1588 годах архитектор Доменико Фонтана.
В XVIII веке вилла и Палаццо принадлежали семье Негрони. В 1789 году семья Массимо вернула свои владения, но их пришлось значительно сократить в 1860 году из-за строительства железнодорожной станции Термини. В 1883—1886 годах по заказу иезуита Массимилиано Массимо — последнего представителя семьи — здание перестраивали по проекту архитектора Камилло Пиструччи в стиле итальянского неоклассицизма.
Новое здание стали называть «Палаццо ди Термини»; в общих чертах оно напоминает прежнее палаццо, но отличается от него этажностью и объёмом. Палаццо строили для колледжа иезуитов, лишившегося после Объединения Италии и провозглашения в 1871 году Рима столицей государства, помещений монастыря Сант-Иньяцио на Пьяцца дель Коллежио Романо, переданного школе «Эннио Квирино Висконти» — первой средней школе-гимназии нового Итальянского государства.
В 1871—1872 годах профессор Аннибале Анджели произвёл обмеры строений виллы и дворца, а также утраченных позднее фресок.
В 1950-х годах памятники античного искусства в Палаццо ди Термини изучали архитектор Клементе Бузири Вичи, археолог Энрико Парибени, сын Роберто Парибени, писатель Иньяцио Силоне. В 1960 году «Институт Массимо» перевели в новое здание в Квартал всемирной выставки (E.U.R.).
В 1981 году Палаццо Массимо было выкуплено властями, и после реставрации по проекту архитектора Костантино Дарди в нём разместили часть античного собрания Национального музея Рима. Музей был основан в 1889 году на основе многих частных коллекций. В 1890 году был открыт единый Римский национальный музей (Museo Nazionale Romano), реорганизованный в 1911 году в связи с Археологической выставкой. Сначала все экспонаты находились в помещении бывшего монастыря на территории Терм Диоклетиана. Но помещения терм не могли вместить все коллекции.
В 1990 году с целью восстановления знаменитых коллекций в прежнем составе их выдающихся собирателей была проведена реформа Национального музея, и его собрание рассредоточили по разным дворцам. На двух этажах здания Палаццо Массимо-алле-Терме ныне размещаются экспозиции; на третьем этаже — библиотека, конференц-зал, офисы Специального управления археологического наследия Рима. Часть экспонатов находится в подземном этаже и в открытых галереях внутреннего двора.

## Экспозиция
Античная коллекция произведений древнегреческого и древнеримского искусства V в. до н. э. — IV в. н. э. занимает подземный, первый и второй этажи.
- Подземный этаж — собрание бюстов времени республиканского Рима и ранней империи. Среди них: полихромная фигура сидящей Минервы, статуя Августа с Виа Лабикана, статуя Ниобы из Садов Саллюстия, портретные бюсты, рельефы, медали, фрагменты мозаик
- Первый этаж — мраморная скульптура времени Императорского Рима: римский скульптурный портрет, рельефы саркофагов, а также статуи «Девушки» и «Аполлона» из Анцио, одна из реплик «Присевшей Афродиты», Аполлон Тибрский, знаменитый «Дискобол Ланчеллотти» (два варианта реконструкции произведения Мирона, Спящий Гермафродит
- Второй этаж — собрание римских фресок, мозаик и стукковых рельефов. Среди них росписи триклиния Виллы Ливии (супруги императора Августа) на Виа Фламиниа, бронзовые скульптуры Кулачного бойца, Эллинистического правителя и другие статуи (перенесённые в музей в 2002 году из октогонального двора Терм Диоклетиана), античные фрески, найденные при раскопках в садах ренессансной виллы Фарнезина, других античных вилл и построек, включая воссоздание инкрустации головы Гелиоса из Митреума Санта-Приска, фрагменты росписей раннехристианских катакомб. В музее созданы реконструкции помещений криптопортика, кубикулы, триклиния и вестибула с подлинными античными фресками.

## Галерея

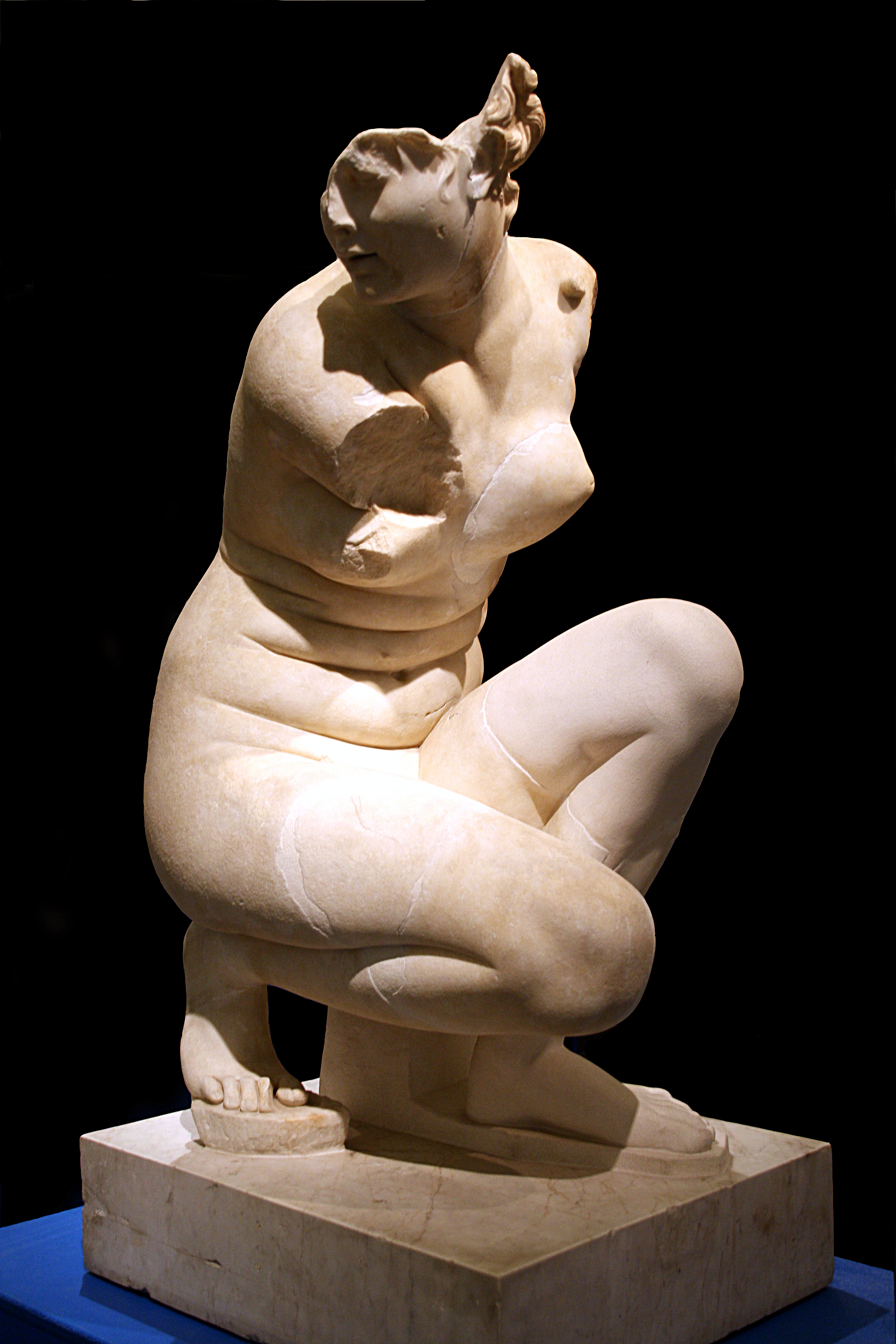
«Присевшая Афродита», или «Венера на корточках» (Афродита Дойдалса). 250 - 240 гг. до н. э. Мрамор
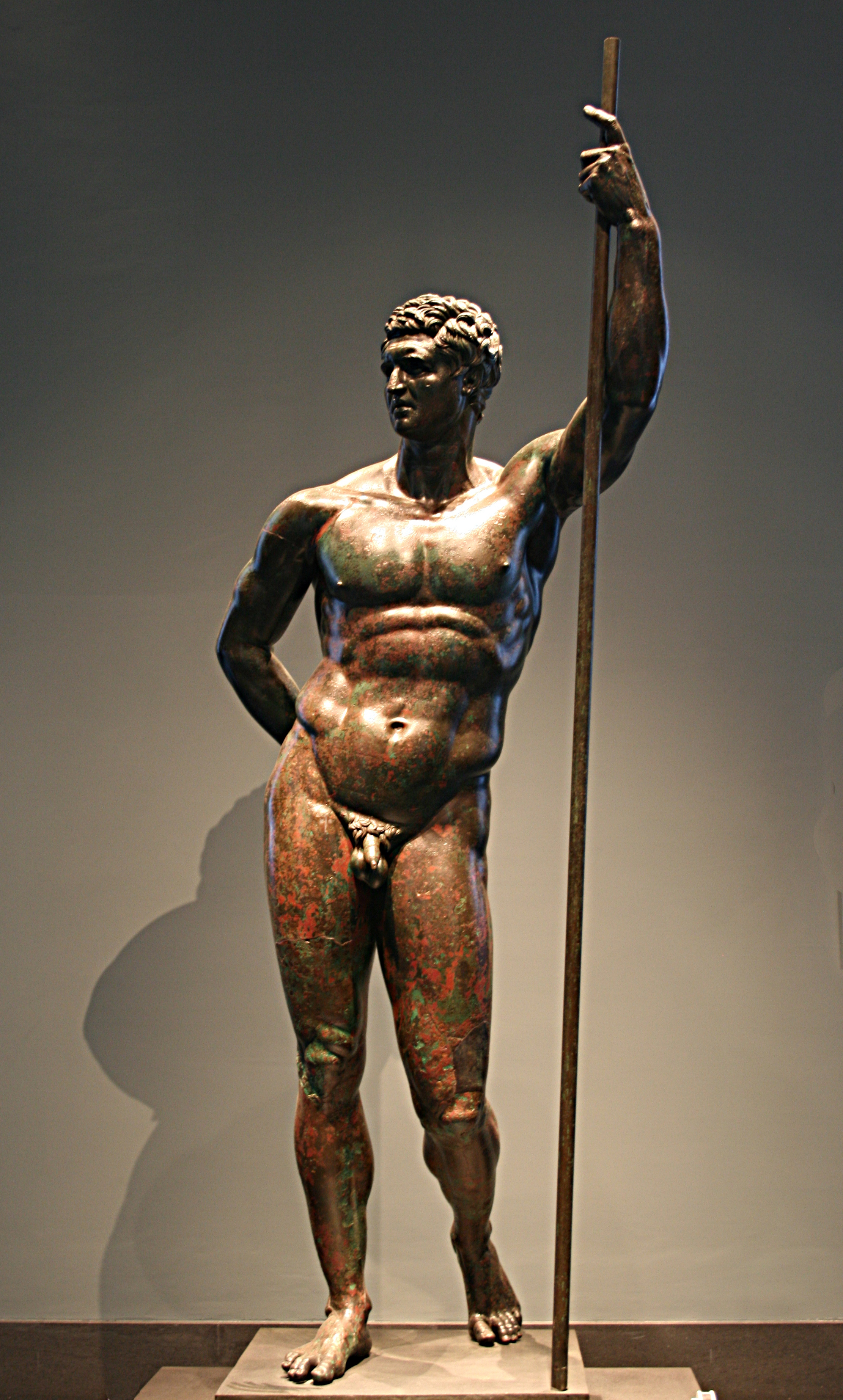
Статуя эллинистического правителя. II в. до н. э. Бронза
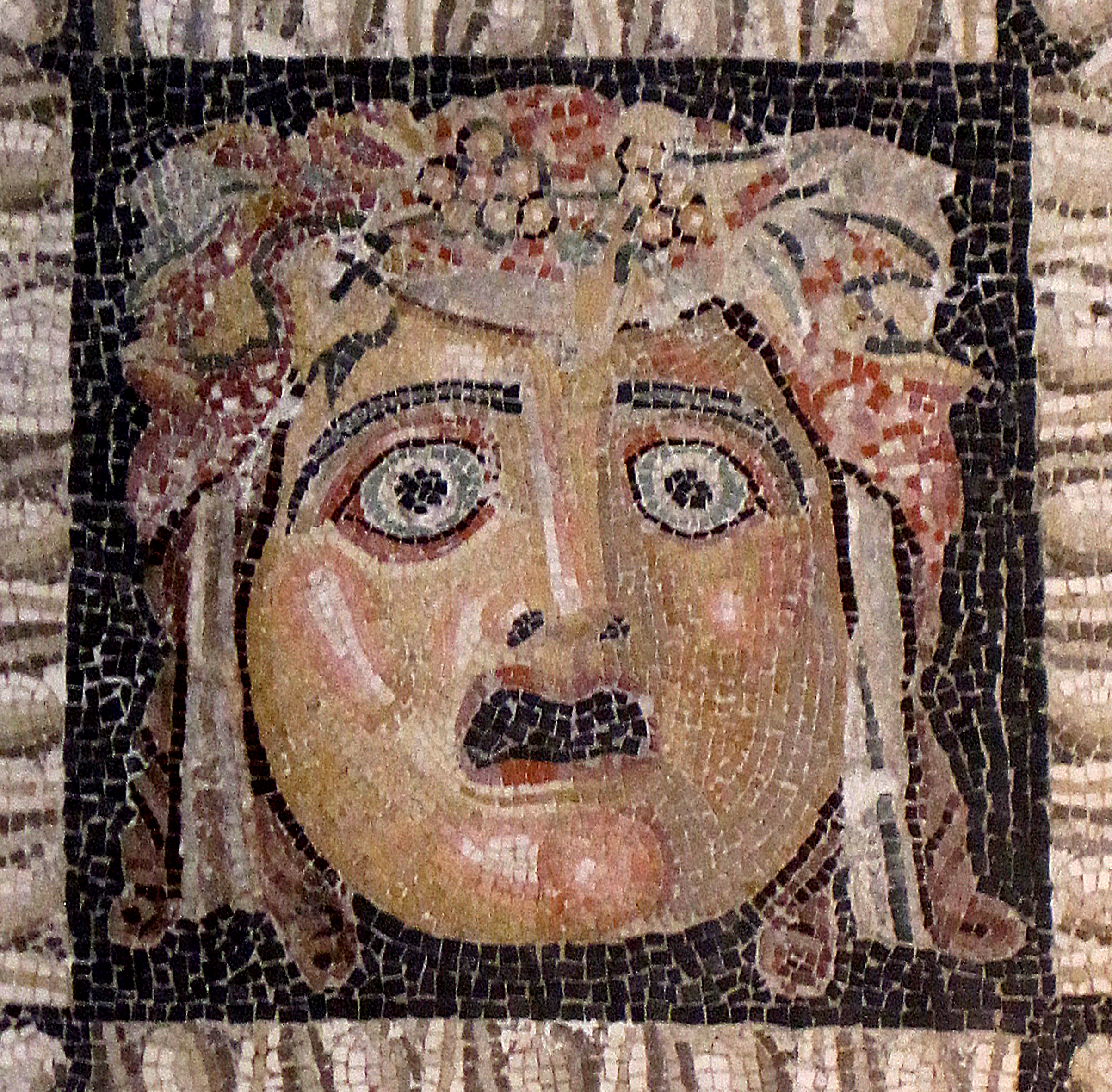
Маска театра Диониса. Мозаика
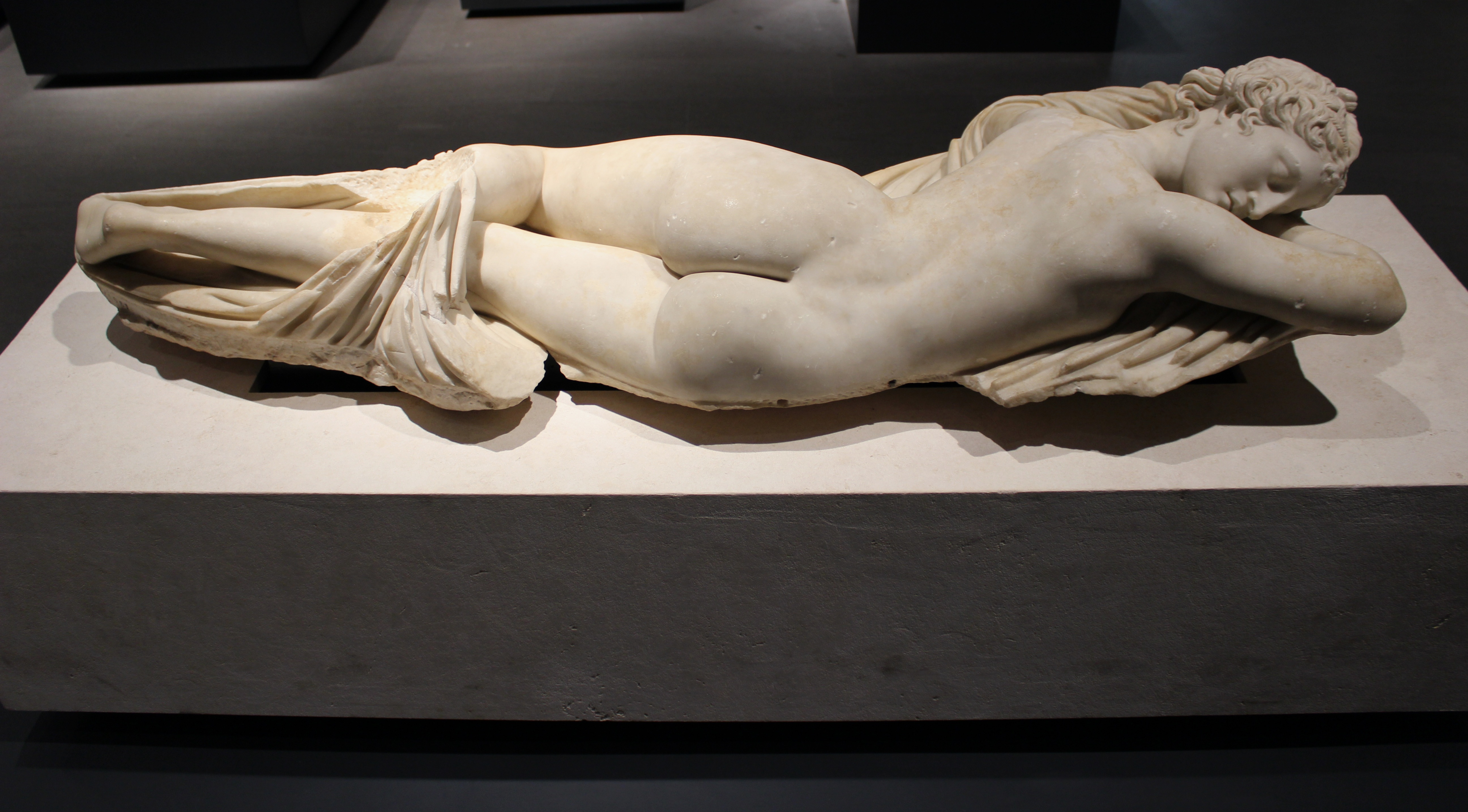
Спящий «Гермафродит Массимо». II в. до н. э. Мрамор
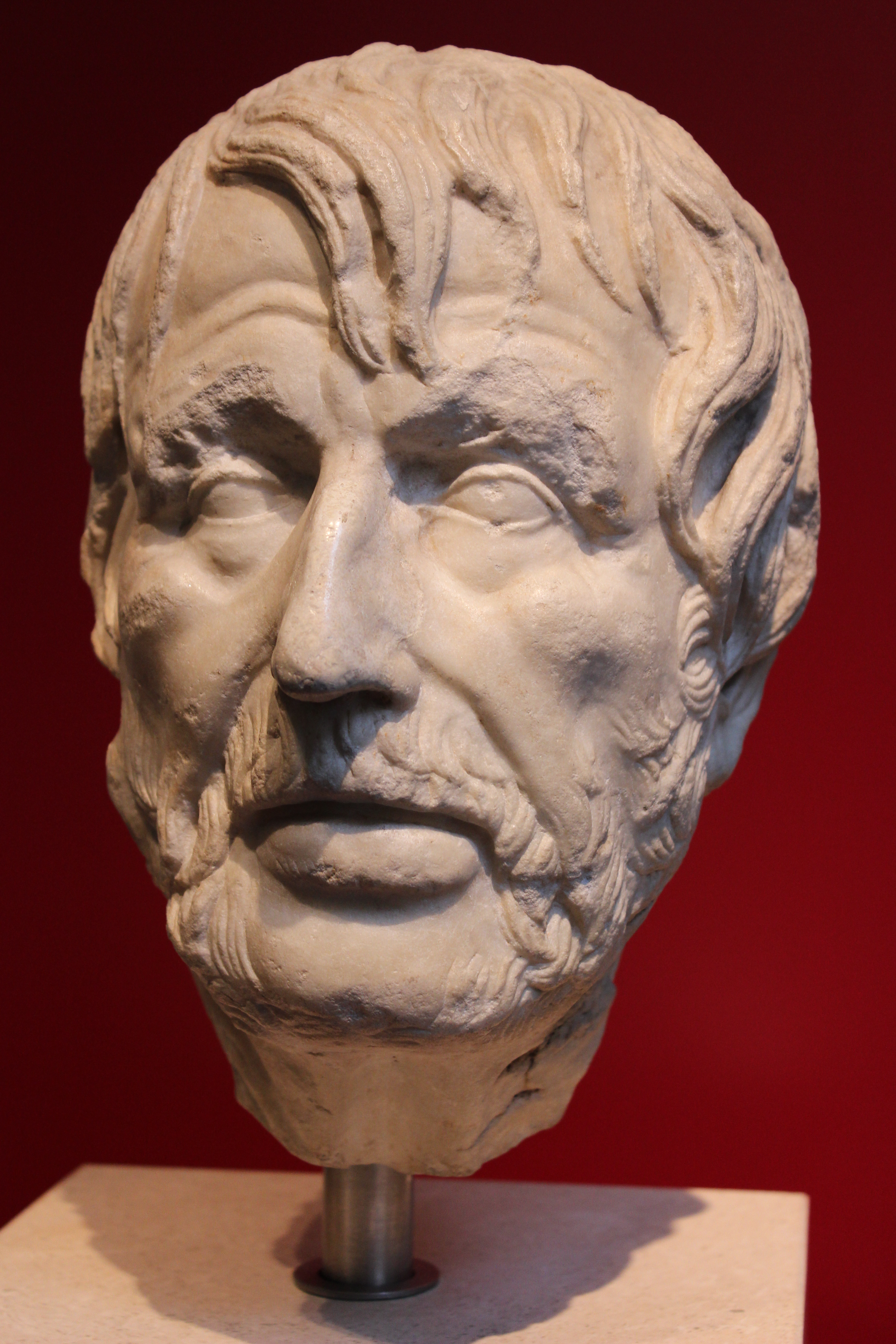
Так называемый Сенека из Музея Киркериано
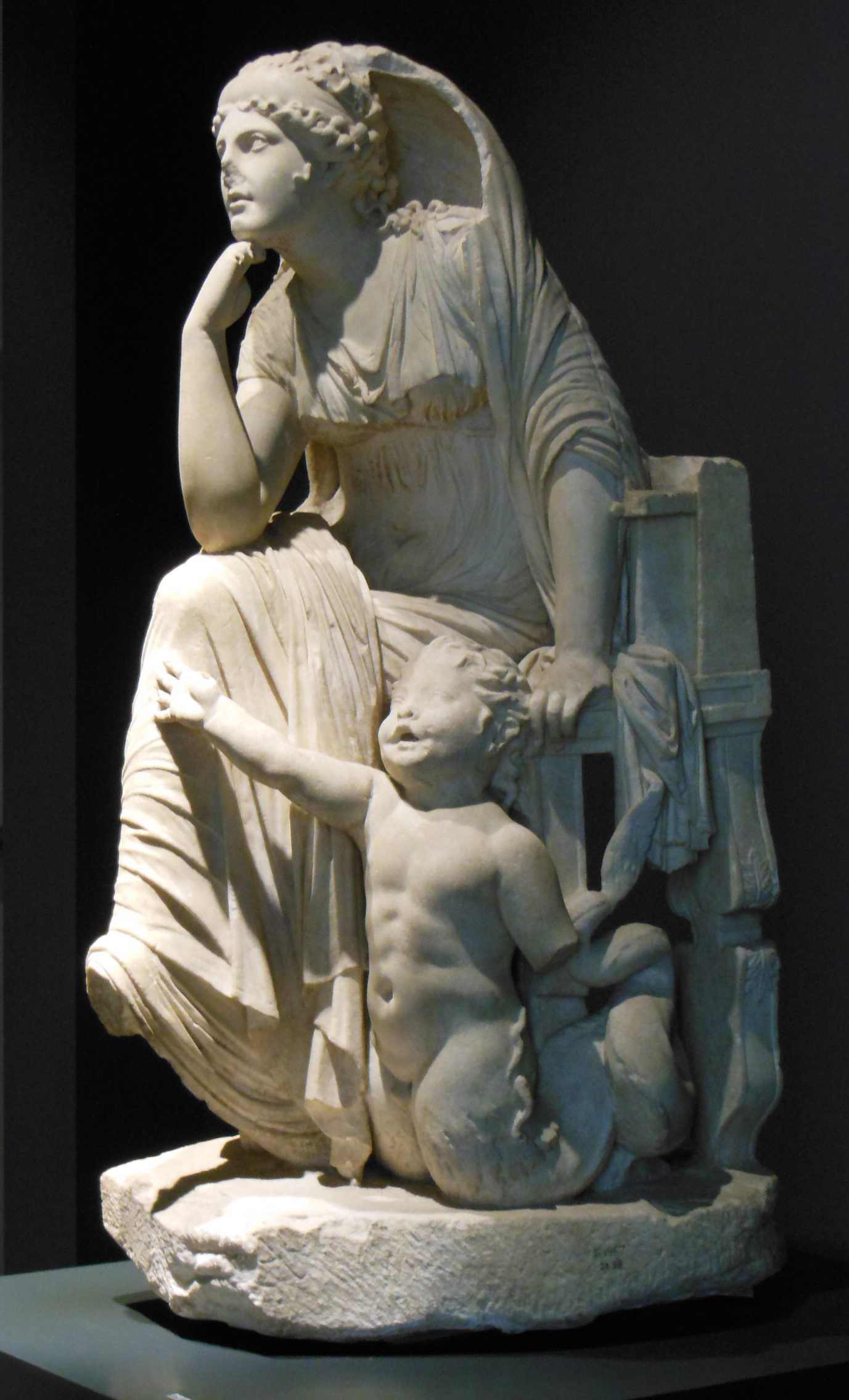
Нереида с тритоном. II в. до н. э. Мрамор
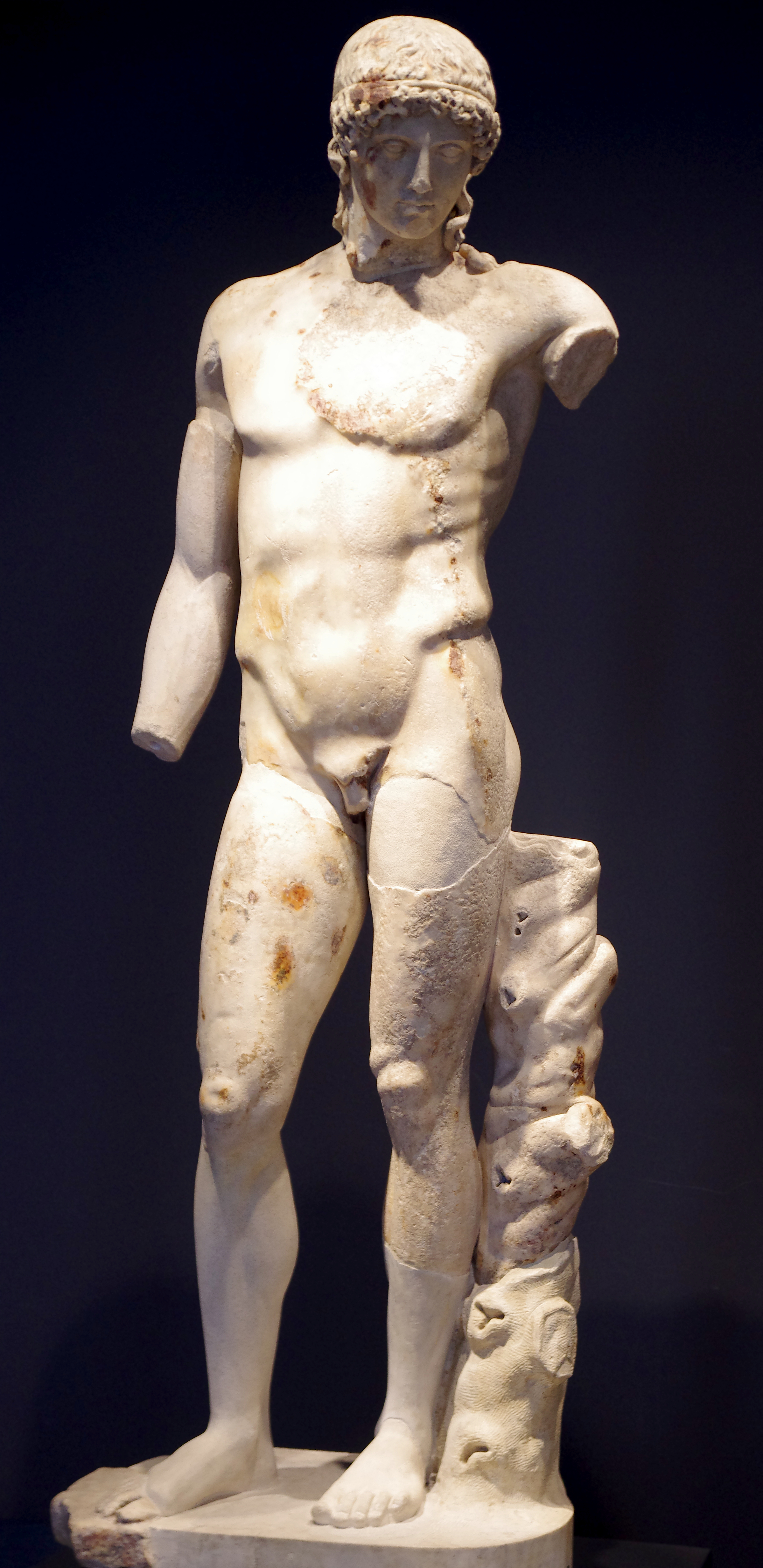
Аполлон Тибрский. Статуя неоаттической школы I в. до н. э. по древнегреческому оригиналу школы Фидия
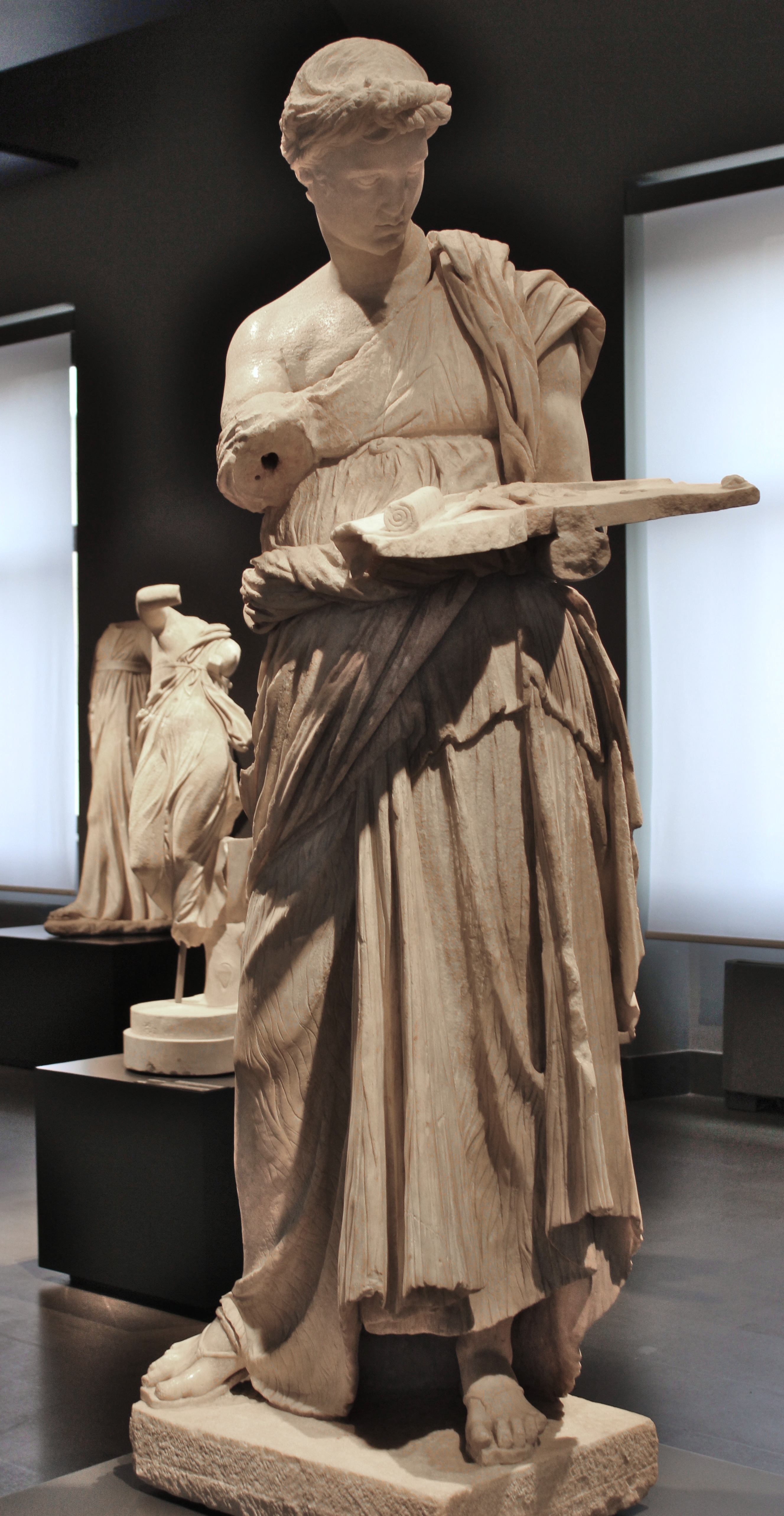
«Девушка из Анцио». III в. до н. э. Мрамор
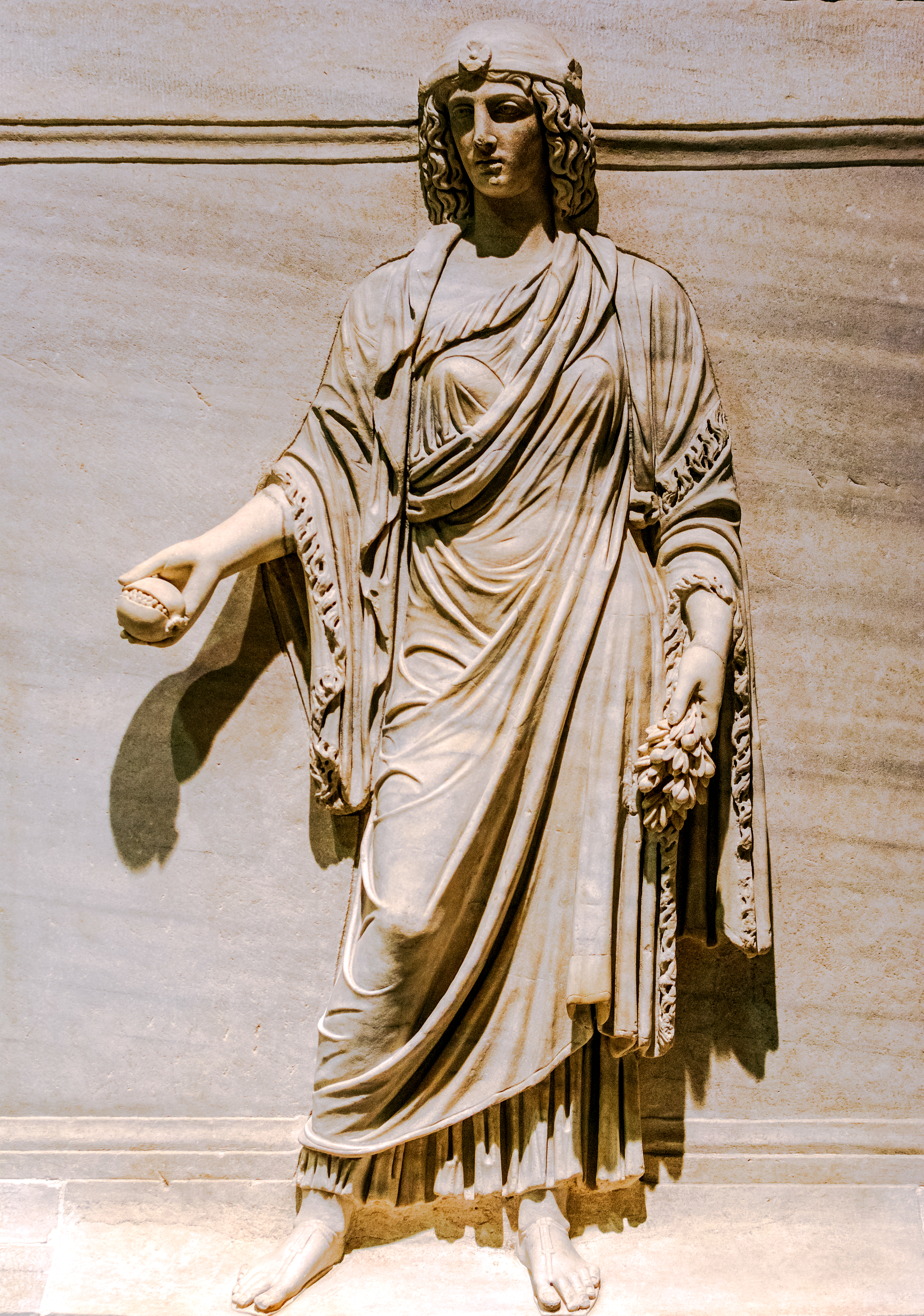
Персонификация Египта. Рельеф из храма Адриана в Риме. 145 г. до н. э. Мрамор
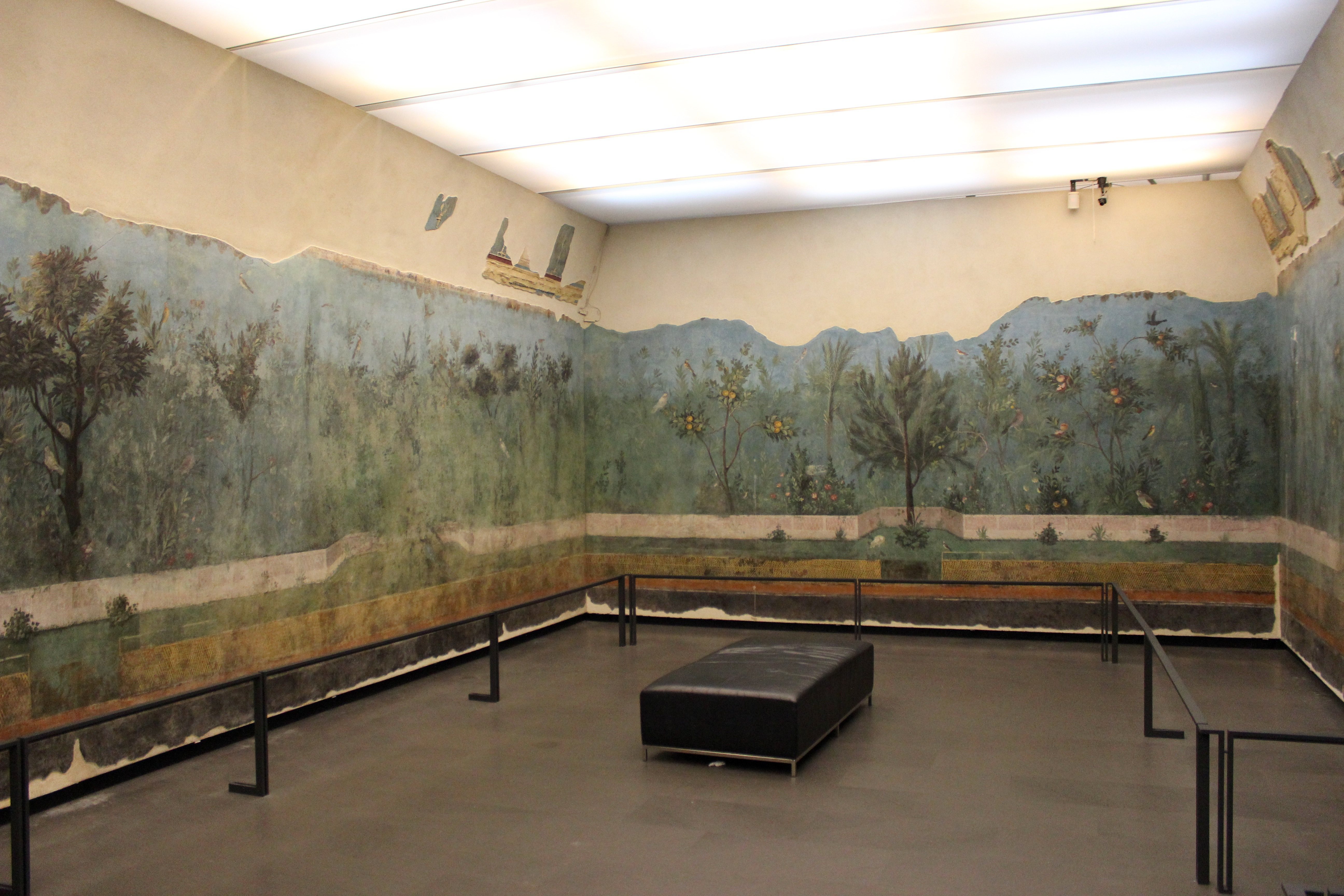
Росписи триклиния Виллы Ливии. 20 - 10 гг. до н. э.
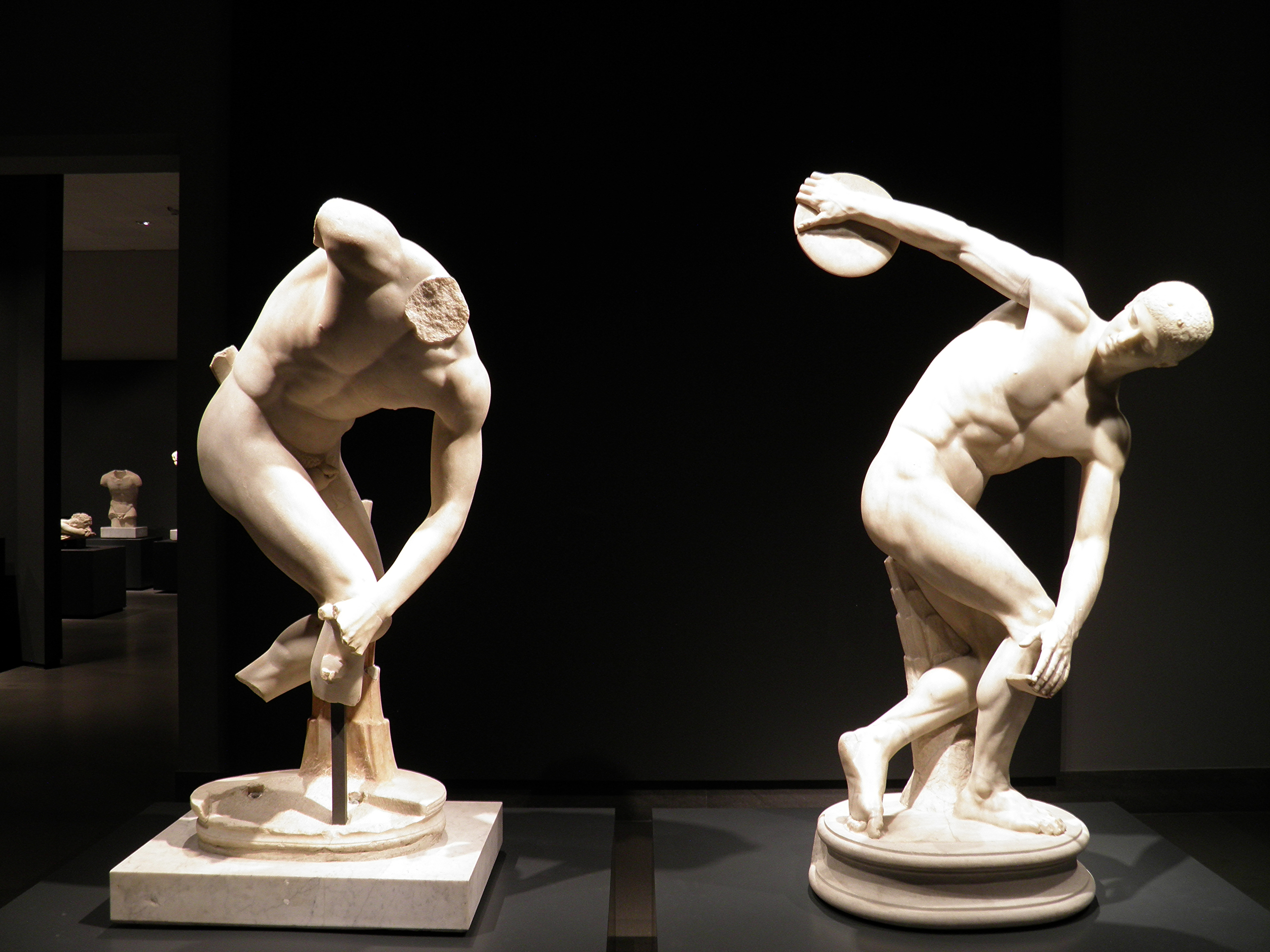
Дискобол Ланчеллотти. Варианты реконструкции
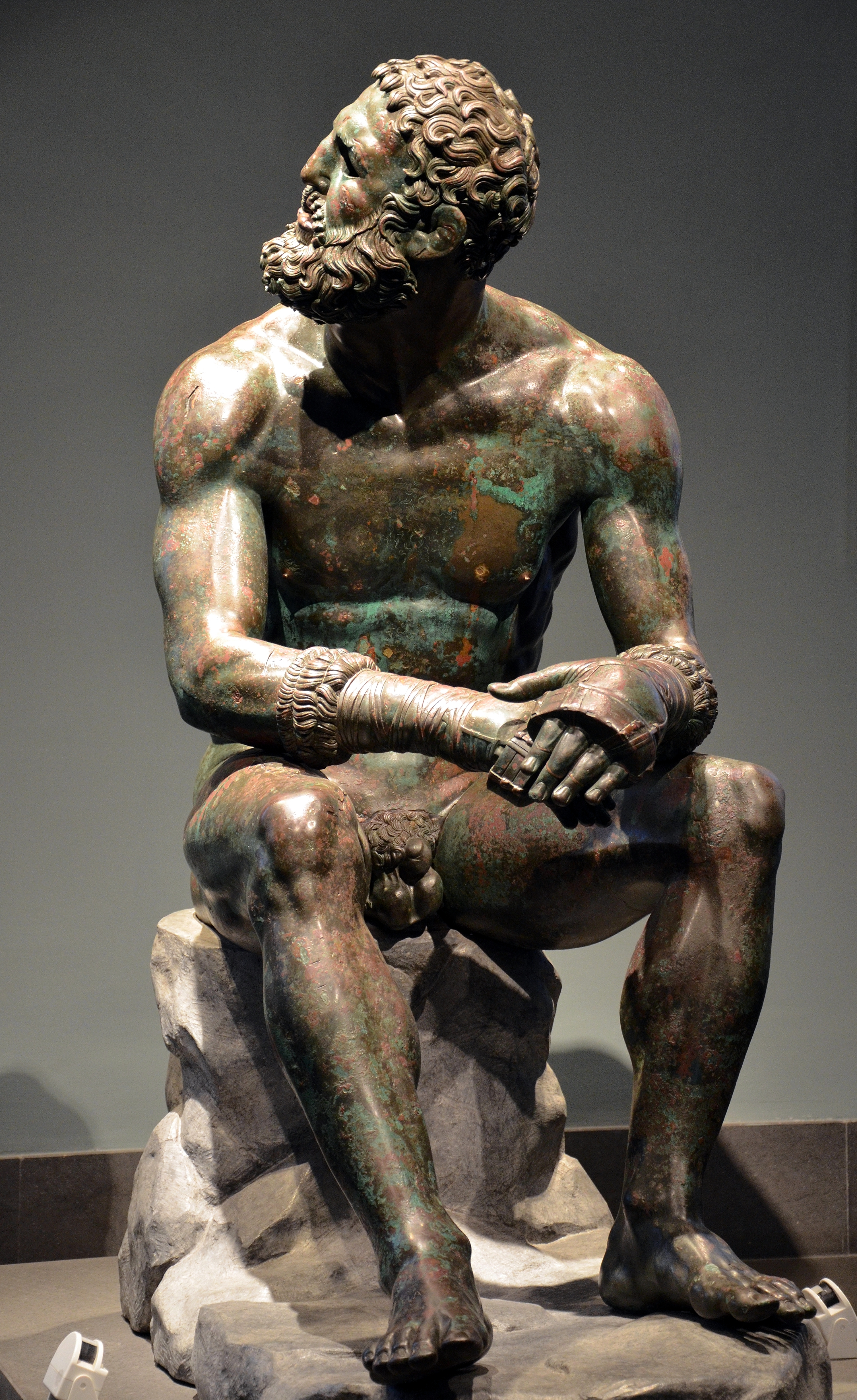
Кулачный боец. I век до н. э. (либо IV в. до н. э.). Бронза
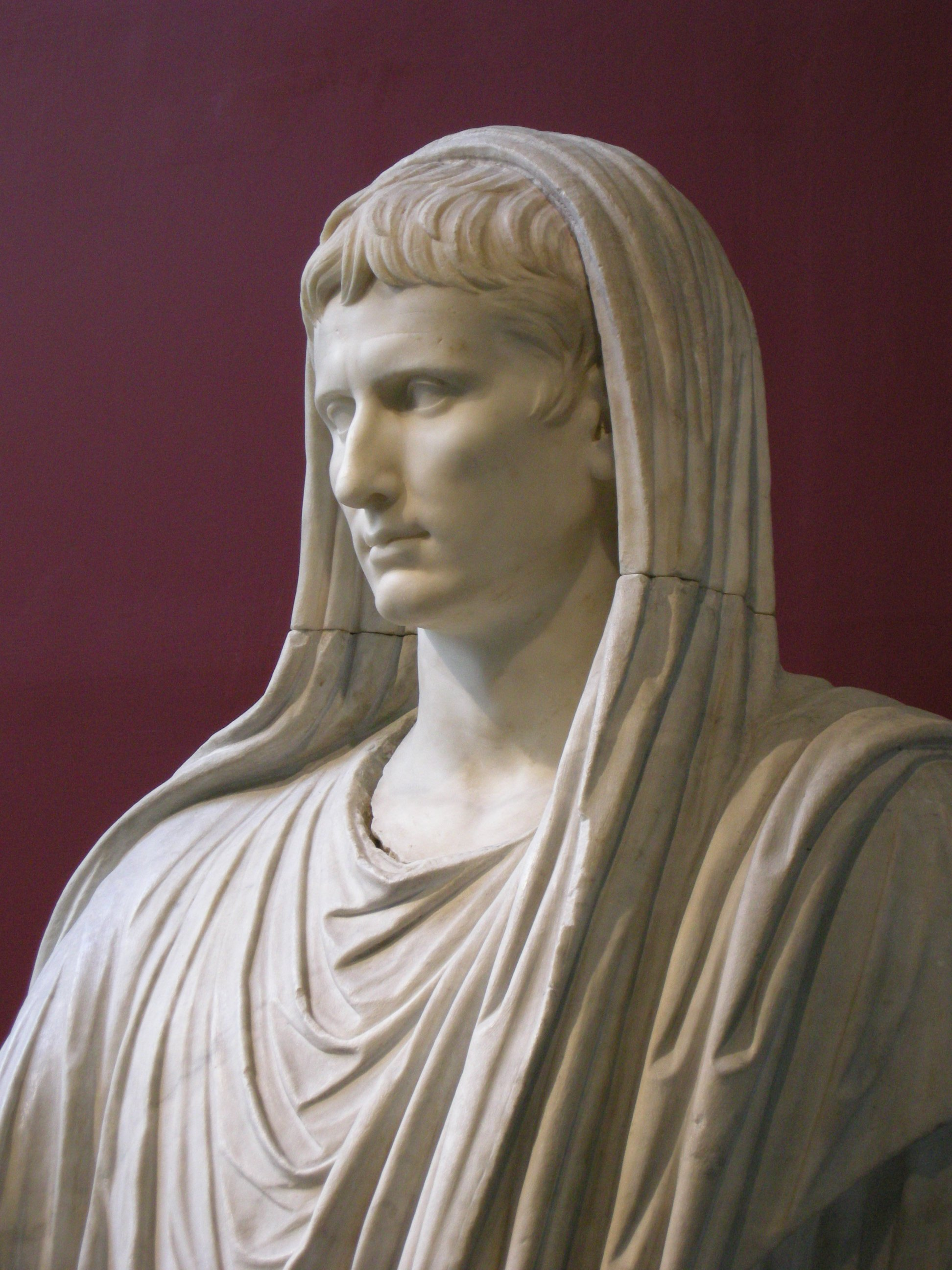
Статуя Августа в образе Великого понтифика с Виа Лабикана. Деталь. 12 г. до н. э. Мрамор
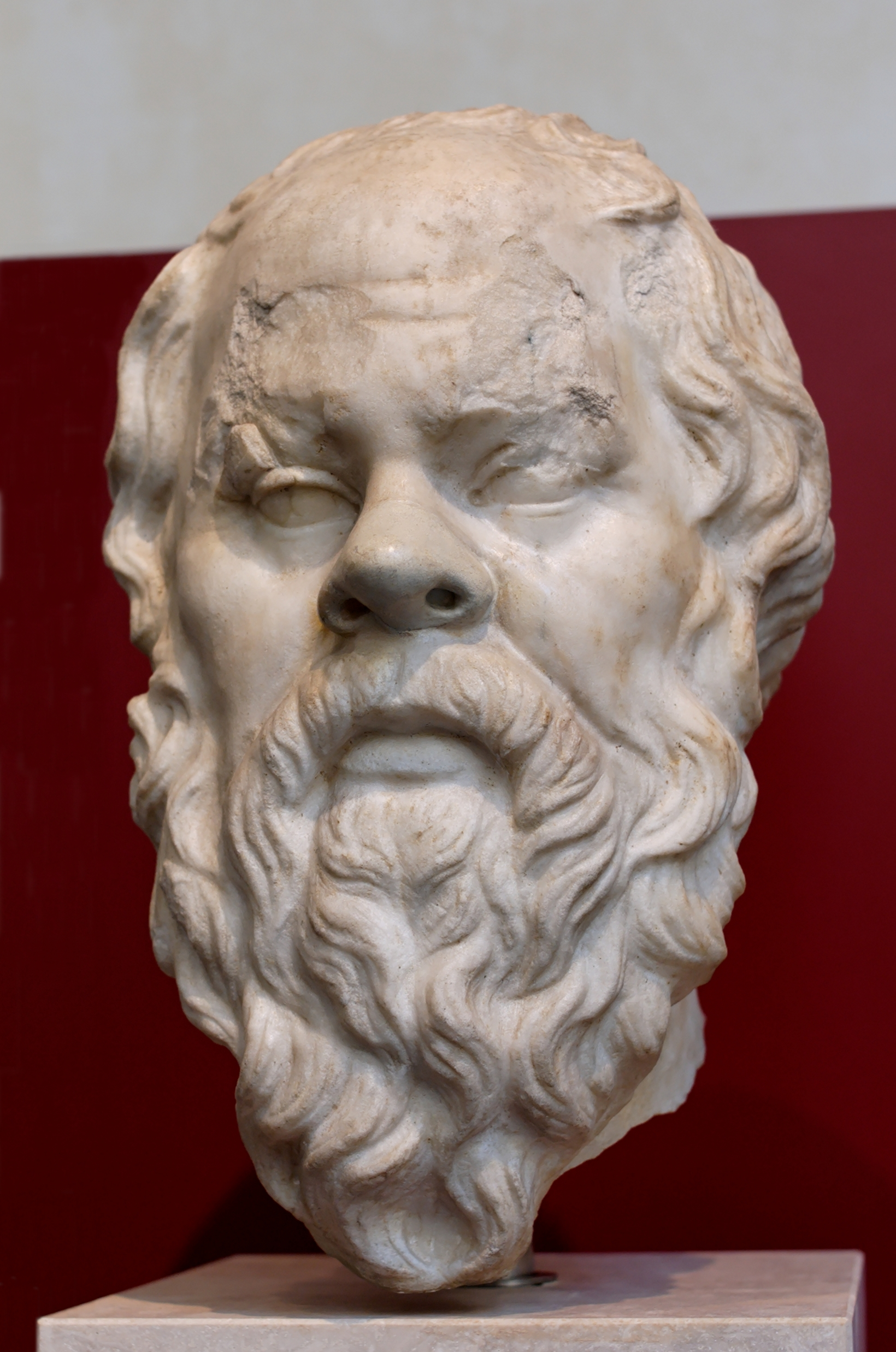
Портрет Сократа
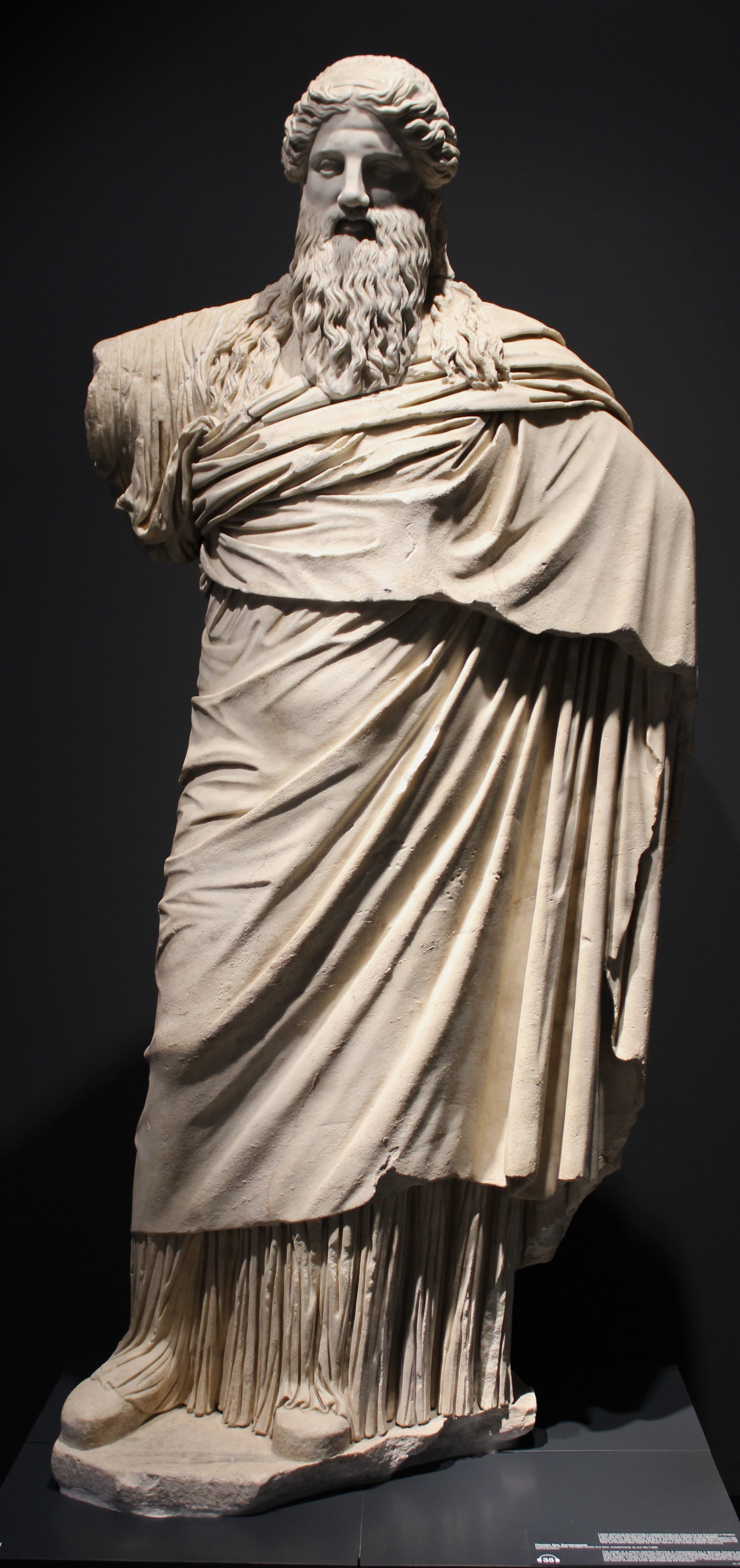
Дионис
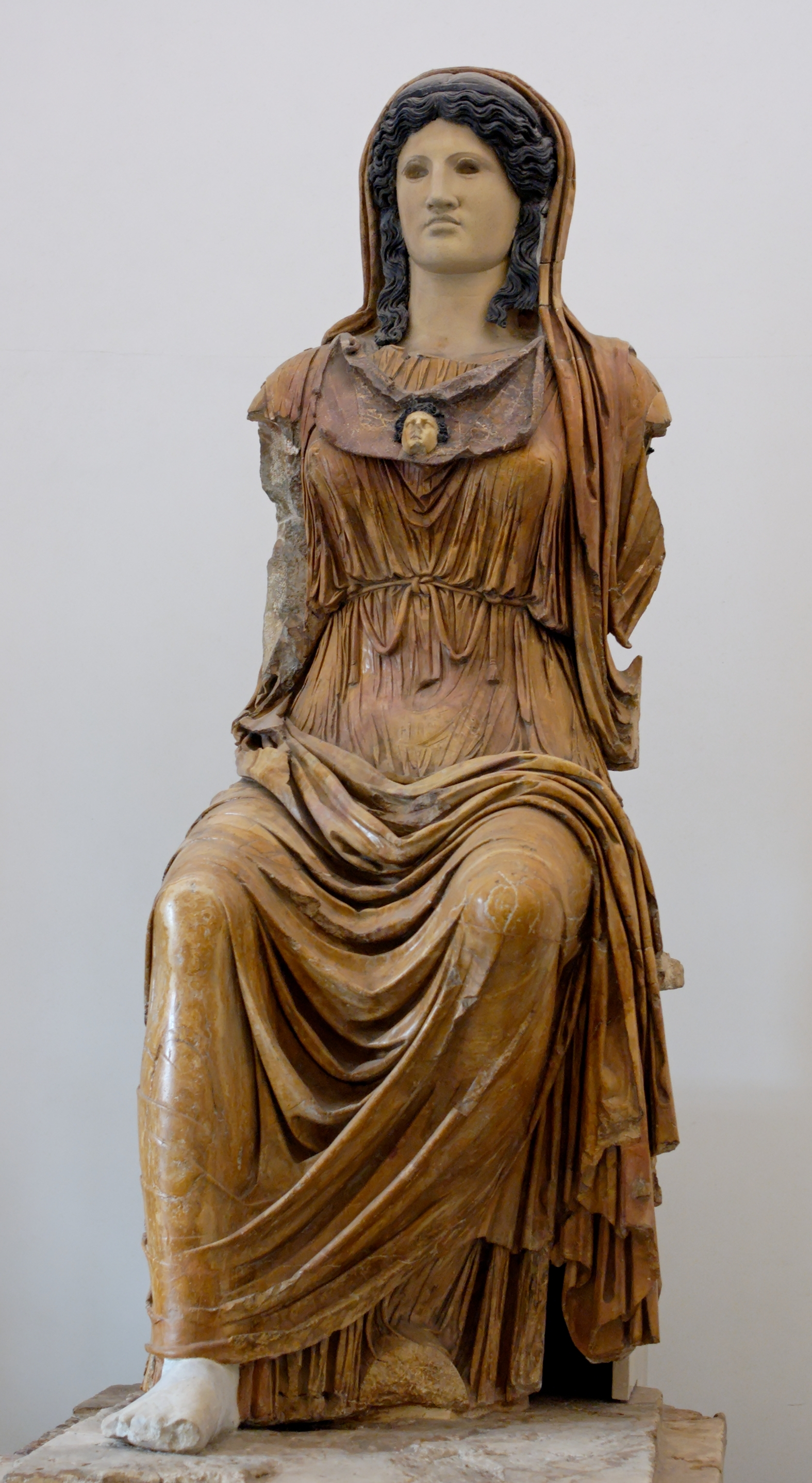
Минерва.I в. до н. э. Мрамор, базальт, розовый алебастр
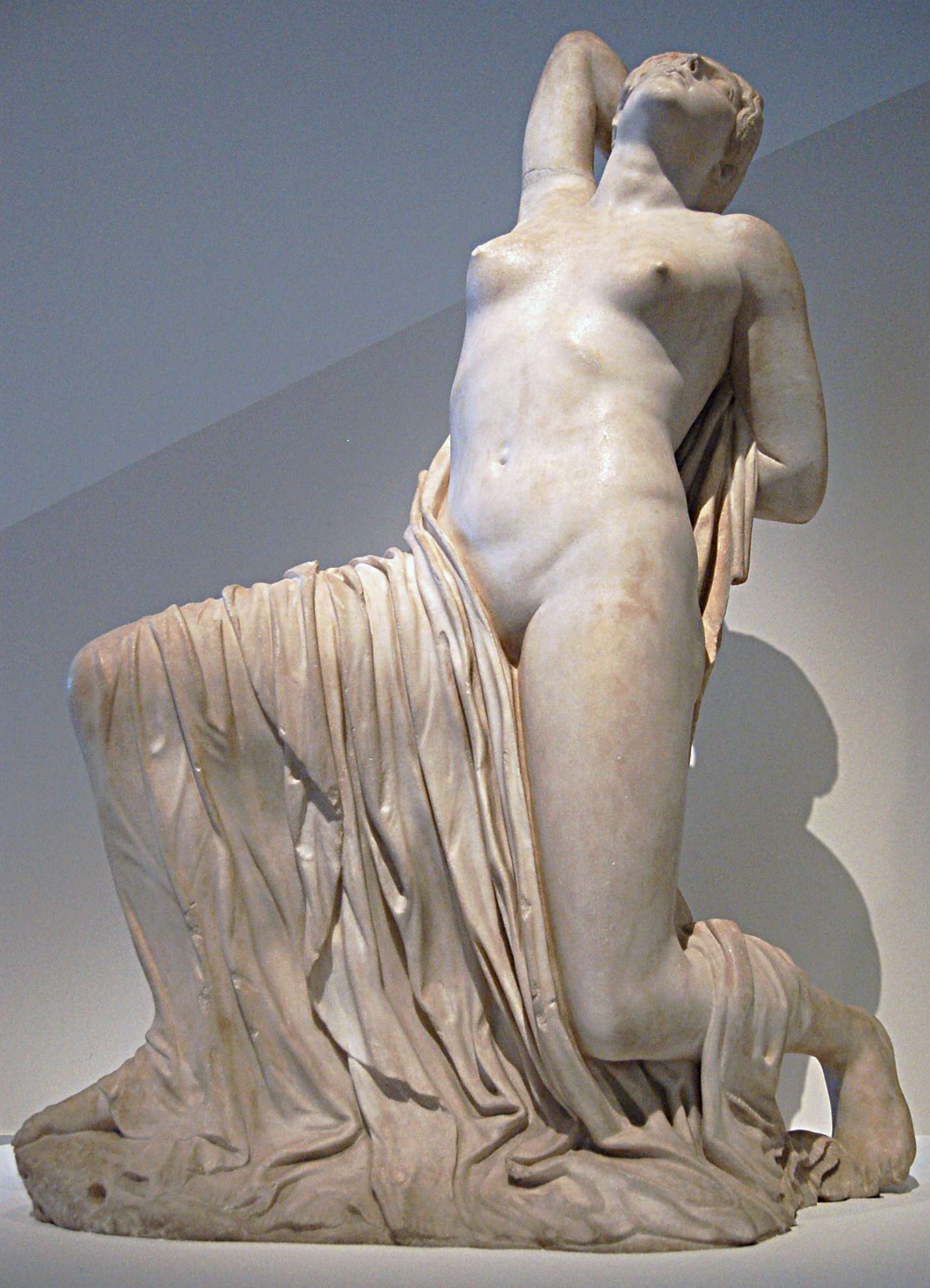
Ниобида (Ниоба) из Садов Саллюстия. Около 440 г. до н. э. Мрамор
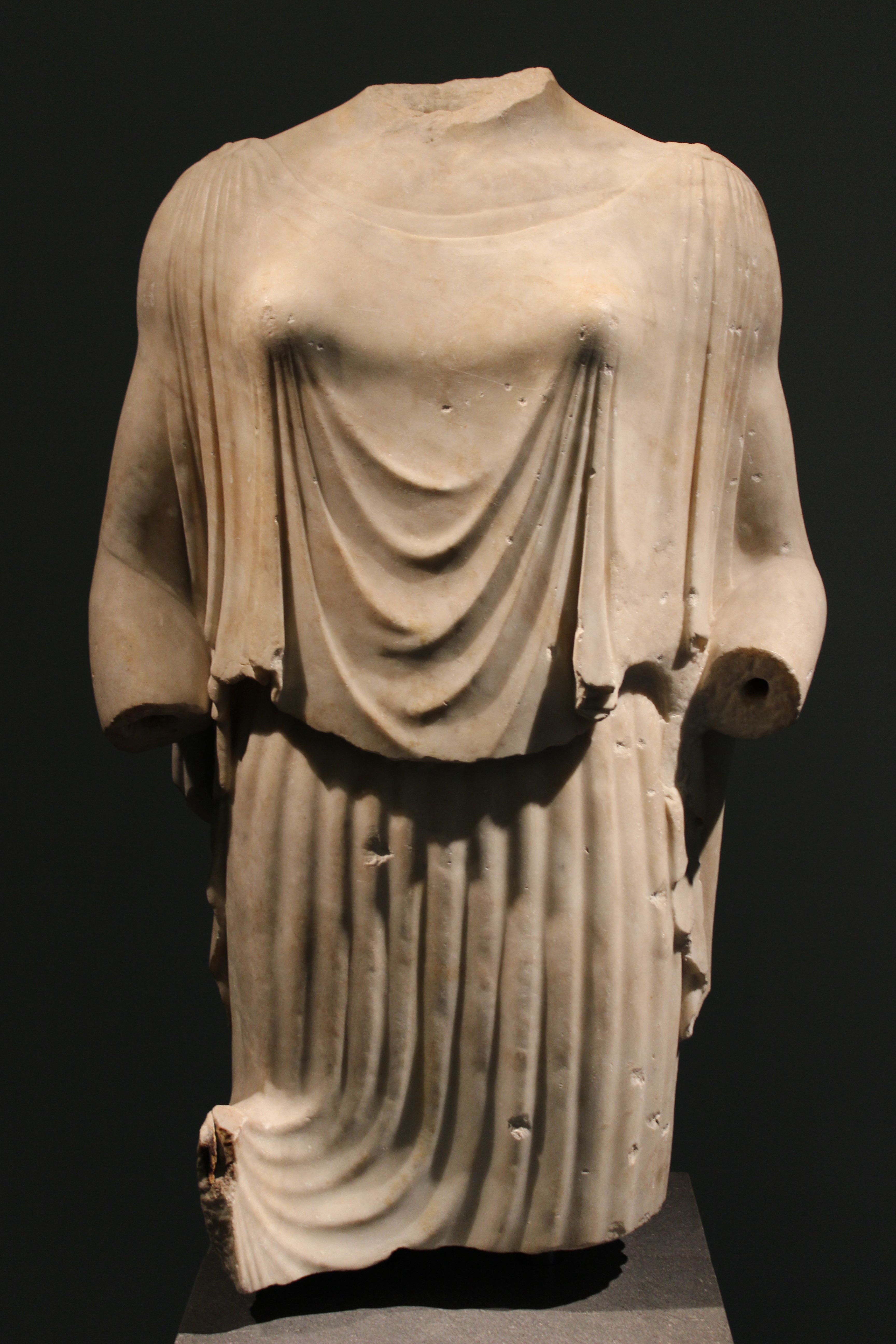
Фрагмент статуи пеплофоры
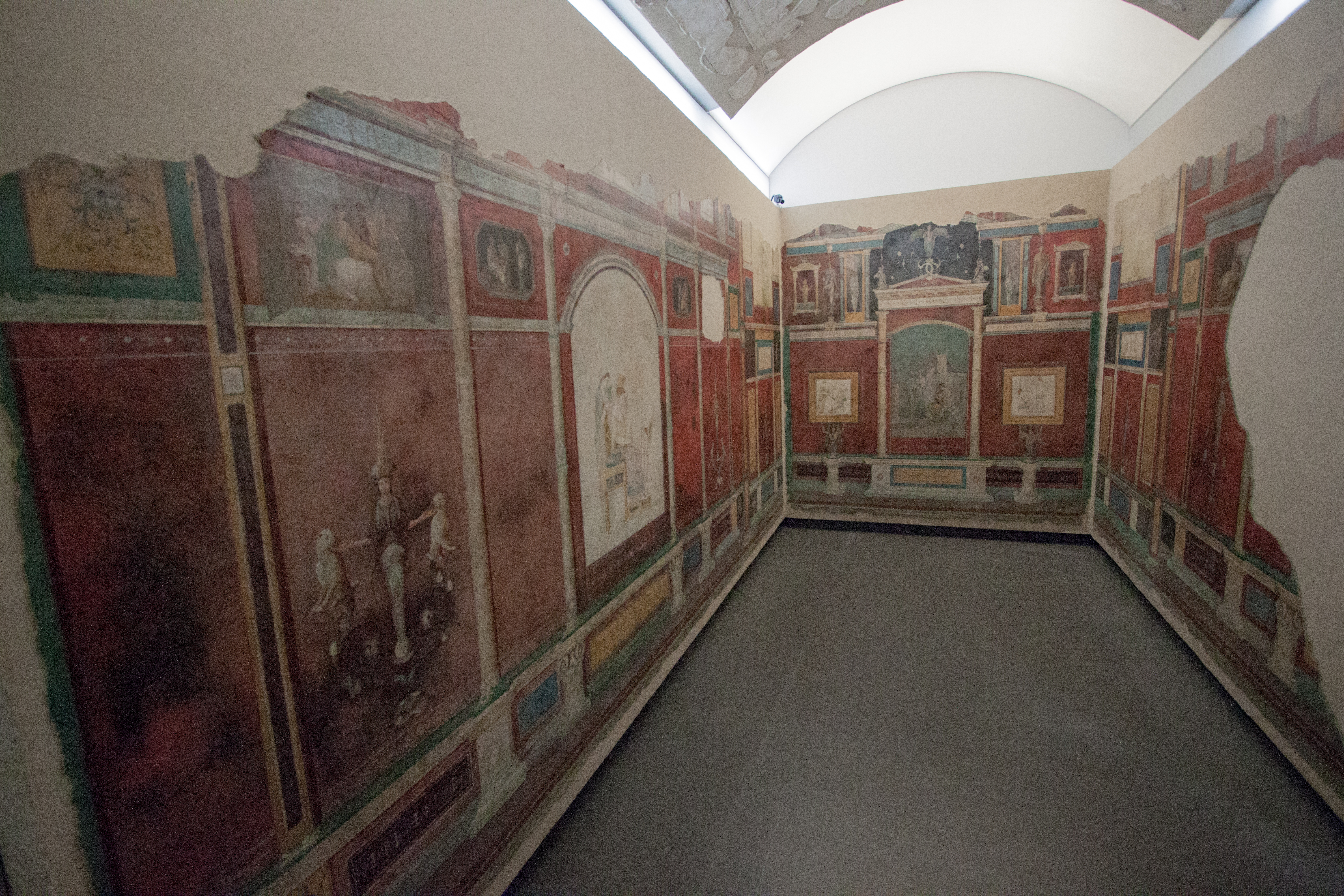
Реконструкция римской кубикулы